# Cyclemys gemeli
La tartaruga foglia dell'Assam (Cyclemys gemeli Fritz, Guicking, Auer, Sommer, Wink & Hundsdörfer, 2008) è una specie di tartaruga della famiglia dei Geoemididi.

## Descrizione
Il carapace (oltre 200 mm di lunghezza) è relativamente appiattito (meno bombato di quello della C. fusca), allungato e con i lati tendenzialmente paralleli, quasi a descrivere la forma di un rettangolo; il margine posteriore è debolmente seghettato. La colorazione è marrone scura negli individui maturi (simile a quelle delle altre «dark-bellied leaf turtles»), ma negli immaturi sono visibili i raggi sugli scuti e il colore è più marrone-rossastro. Il piastrone negli esemplari giovani presenta un pattern di raggi che, con la crescita, tendono ad infittirsi fino a rendere gli scuti quasi uniformemente scuri (marroni o neri); l'intaccatura degli scuti anali forma un angolo ottuso; la divisione secondaria degli scuti addominali è evidente solo con l'avanzata maturità. Il ponte è uniformemente marrone-nero negli individui adulti. Capo, collo e gola sono scuri (nei giovani sono invece striati); la sommità della testa è pigmentata uniformemente (a differenza di C. oldhami) ed è della stessa tinta marrone della regione temporale (come invece non si verifica in C. fusca e C. enigmatica). La biologia è ancora scarsamente conosciuta.

## Distribuzione e habitat
Nord-est dell'India (stati di Arunachal Pradesh, Assam, Meghalaya, Mizoram, Bengala Occidentale) e Bangladesh. Come le altre specie del genere Cyclemys, C. gemeli è una testuggine semi-acquatica. Studi preliminari riportano come questa specie popoli fiumi caratterizzati da fondali sabbiosi o ciottolosi soggetti a inondazioni.